# Seladon-Quadrille
Seladon-Quadrille, op. 48, är en kadrilj av Johann Strauss den yngre. Den spelades första gången den 15 februari 1848 på Dommayers Casino i Wien. 

## Historia
Dommayers Casino, i wienerstadsdelen Hietzing, hade en speciell plats i Johann Strauss den yngres hjärta. Det var i det populära nöjesetablissemanget som den 18-årige Strauss gjorde sin lyckosamma debut som dirigent och kompositör den 15 oktober 1844. Från 1868 till 1878 bodde han till och med i Hietzing, runt hörnet till Dommayers Casino, och det var där som den mesta av hans bästa musik skapade, inklusive operetten Die Fledermaus.
Kadriljen skrevs till karnevalen 1847 och framfördes första gången den 15 februari med titeln Lions-Quadrille. Titeln var väl vald, för bland klientelet som nyttjade Dommayers Casino fanns dåtidens "jeunesse dorée"; utbildad, rik, bortskämd och nöjeslysten ungdom från Wiens bästa familjer som roade sig själva på de mest utagerande och extravaganta sätt som möjligt. De unga kvinnorna klädde sig i tidens senaste modekläder och Dommayers Casino blev skådeplatsen för de flanerande "Salon-Löwen" (salongslejon), vars stolta trippande avporträtteras i början på Strauss kadrilj. 
Verket publicerades senare som Seladon-Quadrille. 'Céladon' var huvudperson i Honoré d'Urfés herderoman L'Astrée och bar en mattgrön mantel. Färgen gav senare namn åt en grönaktig glasyr på stengods och färgen och klädesplagget blev högsta mode under det tidiga 1800-talet. I Tyskland och Österrike blev uttrycket "öm som Seladon" jämförligt med "skön som Adonis" eller "stark som Herkules".

## Om kadriljen
Speltiden är ca 5 minuter och 6 sekunder plus minus några sekunder beroende på dirigentens musikaliska tolkning.

## Weblänkar
- Dynastin Strauss 1848 med kommentarer om Seladon-Quadrille.
- Seladon-Quadrille i Naxos-utgåvan.